# Euglossa augaspis
Euglossa augaspis är en biart som beskrevs av Dressler 1982. Euglossa augaspis ingår i släktet Euglossa, tribus orkidébin, och familjen långtungebin. Inga underarter finns listade.